# Srebrodolskita
La srebrodolskita es un mineral óxido de calcio y hierro, siendo su composición Ca2Fe3+2O5.
Fue descubierto en 1985 por B. V. Chesnokov y L. F. Bazhenova en los montes Urales (Rusia), y debe su nombre a Boris Srebrodolskii (1927-2007), mineralogista del Instituto de Geología y Geoquímica de Leópolis (Ucrania).

## Propiedades
La srebrodolskita es un mineral de color rojo parduzco o negro, subtranslúcido, de brillo adamantino o metálico.
Presenta ligero pleocroísmo, con colores rojos parduzcos.
Tiene una densidad de 4,04 g/cm³ y una dureza de 5,5 en la escala de Mohs.
Es un mineral levemente magnético.
Cristaliza en el sistema ortorrómbico, clase dipiramidal (2/m 2/m 2/m). Presenta un contenido en Fe2O3 en torno al 57%, mientras que el de CaO es de 41% aproximadamente. Como principales impurezas puede contener magnesio y manganeso.
Forma una serie mineralógica, que va de Ca2(Al,Fe3+)2O5 a Ca2Fe3+2O5, con la brownmillerita.

## Morfología y formación
La srebrodolskita forma cristales laminares según {010}, aunque también puede adoptar hábito granular, con granos de menos de 0,1 mm, en agregados.
La srebrodolskita puede formarse por ankerita calcinada en madera petrificada al quemar montones de carbón. Asimismo, en áreas volcánicas puede aparecer en lavas de tefrita, en la zona de contacto entre la lava y xenolitos ricos en calcio.
Este mineral puede presentarse asociado a portlandita, fluorellestadita, periclasa, spurrita, larnita, magnesioferrita, hematita, anhidrita, sanidina y clinopiroxeno.

## Yacimientos
El yacimiento tipo de la srebrodolskita se encuentra en Kopelsk, en la cuenca carbonífera de Cheliábinsk (Rusia), lugar que también es localidad tipo de otros minerales como dmisteinbergita, efremovita y rorisita. También se ha encontrado este mineral en la región del Cáucaso, en el valle de Baksan (Kabardino-Balkaria) y en el volcán Shadil-Khokh (Osetia del Sur).
Otro depósito se localiza en la mina de carbón Kalinin, en el óblast de Donetsk (Ucrania).
En Alemania, la srebrodolskita está presente en el volcán Bellerberg (Eifel, Renania-Palatinado) y en Gera (Turingia). También en la República Checa (en Duchcov y Oslavany), así como en Polonia (en Olkusz y Bytom).